# Adolf Strauss (generál)
Adolf Kurt Ernst Strauss, též Strauß (6. září 1879 Schermcke – 20. března 1973 Lübeck) byl generál wehrmachtu během druhé světové války. Stejně jako ostatní německé armády na východní frontě, i Straussova 9. armáda zavedla tzv. rozkaz o komisařích.

## Životopis
Narodil se v saské obci Schermcke, jeho otec byl statkářem. Nejprve vstoupil do kadetní školy v Bensbergu a poté pokračoval na hlavní kadetní škole Berlíně - Lichterfelde. V roce 1898 ukončil kadetní školu v hodnosti praporčíka, poté byl přidělen k 138. dolnoalsaskému pěšímu pluku v Hagenau. V roce 1911 byl vyslán na kurz pro důstojníky na vojenskou akademii v Berlíně.  Během první světové války sloužil v hodnosti kapitána jako ubytovací důstojník u 17. záložní divize. V roce 1924 se stal učitelem na vojenském učilišti pěchoty v Drážďanech a byl povýšen na majora. V roce 1929 byl povýšen na podplukovníka a stal se velitelem 4. pruského pěšího pluku v Kolobřehu. V roce 1934 byl převelen na říšské ministerstvo obrany do funkce inspektora pěchoty, následně byl povýšen na generálmajora. V následujícím roce byl jmenován velitelem nově vzniklé 22. divize v Brémách. V roce 1937 se stal generálporučíkem. Jako velitel II. armádního sboru se Adolf Strauss podílel na německé invazi do Polska. II. armádní sbor prorazil 2. září 1939 obranné linie u Koronowa na řece Brdě a 3. září překročil řeku Vislu u města Kulm. Tím se mu podařilo vytvořit spojení mezi Pomořany a Východním Pruskem. Koncem října 1939 byla jeho jednotka odvelena na západní frontu a Strauss byl 30. května 1940 jmenován velitelem 9. armády ve Francii. Strauss se také se skupinou armád Střed účastnil operace Barbarossa, ale po prvním průlomu sovětských sil v bitvě o Ržev byl v lednu 1942 nahrazen generálem Modelem. Na konci druhé světové války byl zajat a odvezen do zajateckého tábora ve Velké Británii. V roce 1949 byl propuštěn. 

## Vyznamenání
- Železný kříž, I. třída
- Železný kříž, II. třída
- Královský hohenzollernský domácí řád
- Brémský hanzovní kříž
- Lübecký hanzovní kříž
- Vojenský záslužný kříž
- Rytířský kříž Železného kříže
- Železný kříž, Spona 1939 k Železnému kříži 1914 II. třídy
- Železný kříž, Spona 1939 k Železnému kříži 1914 I. třídy
- Kříž cti
- |  |  |  Služební vyznamenání Wehrmachtu, IV. až I. třída
- Odznak za zranění 1944